# (12695) Utrecht
(12695) Utrecht est un astéroïde de la ceinture principale.

## Description
(12695) Utrecht est un astéroïde de la ceinture principale. Il fut découvert le 1er avril 1989 à La Silla par Eric Walter Elst. Il présente une orbite caractérisée par un demi-grand axe de 2,57 UA, une excentricité de 0,25 et une inclinaison de 3,9° par rapport à l'écliptique.

## Compléments